# Mariella Gittler

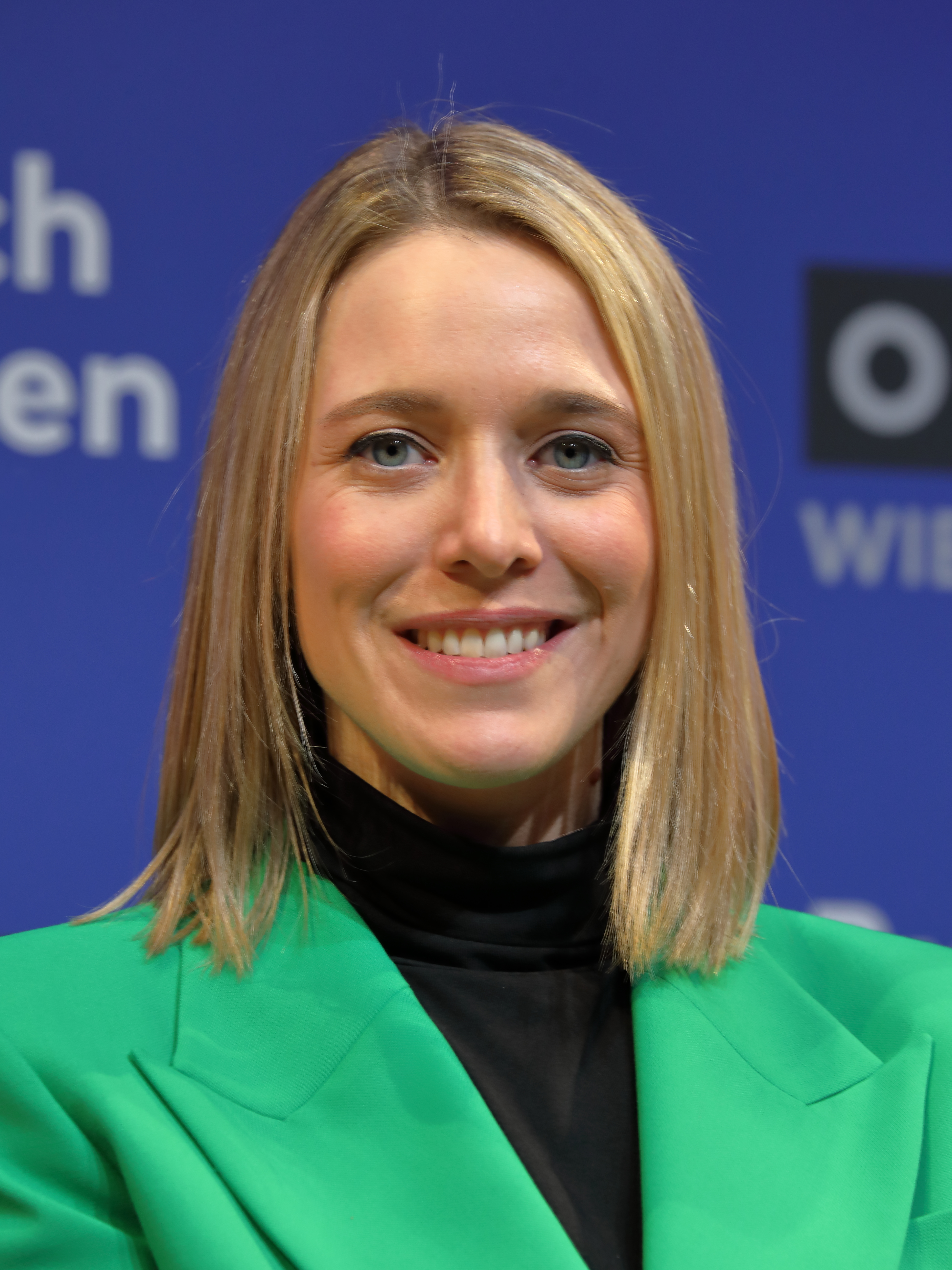
Mariella Gittler (2024)

Mariella Gittler (* 16. September 1988 in Wien) ist eine österreichische Moderatorin und Journalistin.

## Leben und Karriere
Gittler studierte Theater-, Film- und Medienwissenschaft sowie Rechtswissenschaften an der Universität Wien und der Universität Rom III. Danach arbeitete sie als Musik- und Filmjournalistin in Berlin und New York City.
Von 2017 bis 2019 war Gittler Moderatorin beim ORF-Sender Hitradio Ö3 (Ö3-Wunschnacht, später Ö3-Hitnacht) und als Redakteurin tätig. Seit April 2019 ist sie in der ORF-Dokumentationsreihe Dok 1 aktiv. Ab Mai 2019 erfolgte der Wechsel in die Zeit-im-Bild-Redaktion und die Moderation der Kurznachrichtensendungen ZIB Flash sowie von ZIB 18, ZIB 20 und ZIB Nacht auf ORF 1. Zusätzlich moderiert sie seit Oktober 2019 das Format Magazin 1 und seit April 2022 das „ZIB Magazin“.